# Дејвид Вилсон
Дејвид Вилсон (енгл. David Wilson; 9. мај 1985) професионални је рагбиста и енглески репрезентативац који тренутно игра за Бат (рагби јунион).

## Биографија
Висок 187 цм, тежак 125 кг, Вилсон је пре Бата играо за Њукасл Фалконс. За национални тим Енглеске је до сада одиграо 44 тест мечева и постигао 1 есеј.